# Tigerair Taiwan
Tigerair Taiwan (tiếng Trung: 臺灣虎航; bính âm: Táiwān Hǔháng là một hãng hàng không giá rẻ (LCC) có trụ sở tại Sân bay Quốc tế Đào Viên. Hãng có một đội bay gồm mười máy bay tính đến tháng 3 năm 2017. Hãng được thành lập như một liên doanh giữa Tập đoàn China Airlines và Ngân hàng Hàng không Holdings.
Trước năm 2016, China Airlines nắm giữ 80% cổ phần trong khi Ngân hàng Hàng không Holdings và Mandarin Airlines mỗi bên nắm giữ 10%. Vào năm 2017, khi Tigerair Singapore sáp nhập vào Scoot, CAPA đã báo cáo rằng China Airlines đã mua 10% cổ phần của Ngân hàng Hàng không Ngân sách, để China Airlines và công ty con của họ là Mandarin Airlines trở thành chủ sở hữu chung của hãng.